# Guillermina Higareda
Guillermina Pérez Higareda (Ciudad de México, 4 de abril de 1939 - 23 de noviembre de 2005) fue una cantante de ópera mexicana, cuya trayectoria se desarrolló principalmente en el Instituto Nacional de Bellas Artes de México.

## Biografía
Comenzó sus estudios musicales en el Conservatorio Nacional de Música, donde se graduó como pianista. Posteriormente, realizó estudios vocales. Su tesitura de soprano lírico coloratura, tenía, a la vez, alcances despinto, lo que le permitía, además de interpretar obras de Bel canto y mozartianas, abordar otras, como Fidelio de Beethoven; Aida, Il trovatore, Ernani y La forza del destino, de Verdi.
Debutó en 1965 en el Palacio de Bellas Artes de la Ciudad de México, interpretando a Margueritte del Fausto de Gounod, dentro de una serie programada por Miguel García Mora, jefe del Departamento de Música de Bellas Artes, que reunía a directores de orquesta como Luis Herrera de la Fuente, Salvador Ochoa, Francisco Savín, Guido Picco y Armando Montiel; a elencos conformados por Irma González, Guadalupe Pérez, Roberto Bañuelas, Salvador Palafox; con directores escénicos como Carlos Díaz Du Pond y Charles Laila.
Poco tiempo después, participó en la producción de Diálogo de las Carmelitas de Poulenc, en la que alternó con Aurora Woodrow, Rosa Rimoch y Claudio Bonifax.
En las temporadas de 1967 y de 1969, hizo La Bohemia y el segundo elenco de Les mamelles de Tiresias, respectivamente, esta última con escenografía de Antonio López Mancera. En Manon de Massenet fue comprimaria de Beverly Sills y Alain Vanzo. En el Conservatorio Nacional, con Ernesto Roemer, cantó la opereta La bella Galatea de Von Suppé. Ese mismo año, presentó nuevamente La Bohemia, esta vez acompañada por Luciano Pavarotti. En 1971, cantó nuevamente La Bohemia, al lado de Hortensia Cervantes, Froylán Ramírez y Arturo Nieto. En el estreno de Turandot en el Teatro Degollado de Guadalajara, dirigida por Luis Ximénez Caballero, Guillermina Higareda alternó con Rosita Rimoch.
En un intercambio llevado a cabo durante 1974 con la Ópera de Polonia, en los papeles principales estuvo Guillermina Higareda.
La temporada de 1975 terminó con una producción de Tata Vasco, del compositor michoacano Miguel Bernal Jiménez, donde Higareda tuvo a su cargo las dos primeras funciones.
En noviembre de 1980, interpretó a la Aida de Verdi, en la New Jersey State Opera, de Newark, al lado de Plácido Domingo, quien hizo el papel de Radamés. Realizó una larga serie de actuaciones en Estados Unidos y Europa.
En México, el 26 de septiembre de 1982, estrenó La Güera Rodríguez, ópera del compositor mexicano Carlos Jiménez Mabarak, en el Palacio de Bellas Artes.
Se presentó también en Bulgaria, Francia, Perú, Alemania y Nueva York.
Su vasto repertorio incluye lied, oratorio y óperas que van del periodo clásico al contemporáneo.

## Discografía
Nunca grabó un disco comercial, sin embargo, después de su muerte, Héctor y Octavio Sosa, investigadores de ópera mexicana, publicaron el primer volumen de la colección Memorias sonoras del Palacio de Bellas Artes, a partir de material proveniente de la colección de cintas de carrete abierto que el INBA le compró a Armando Pous y que contenía grabaciones de Guillermina Higareda. Este acervo está conformado por las grabaciones que el ingeniero de sonido Humberto Terán realizó de todas las funciones de ópera, ballet y conciertos que se presentaron en el Palacio de Bellas Artes, desde 1979.
Las grabaciones comprenden interpretaciones de 1969 a 1985, como Madame Butterfly, Tosca, La Bohéme y Aída. También incluye una selección de La forza del destino, material inédito de 1985.
Este disco compacto fue producido por el Instituto Nacional de Bellas Artes y se presentó en la Sala Manuel M. Ponce, del Palacio de Bellas Artes.